# 拉什卡特斯灣
拉什卡特斯灣（英語：Rushcutters Bay），是澳大利亞新南威爾斯州悉尼中心商業區以東3（1.9英里）的一個高尚住宅區，得名自同名的海灣，毗鄰伊利沙伯灣、達令赫斯特、帕丁頓、達令角及國王十字等近郊地區，行政上隸屬悉尼市。該處是2000年奧林匹克運動會帆船比賽的舉辦場地。